# Пацайкин, Иван
Иван Пацайкин (рум. Ivan Patzaichin; 26 ноября 1949, Кришан, Румыния — 5 сентября 2021) — румынский гребец на каноэ. Четырёхкратный олимпийский чемпион (C-1 1000 м: 1972 , C-2 1000 м: 1968 , 1980 , 1984), трижды серебряный призёр олимпийских игр (C-2 500 м: 1980, 1984, С-2 1000 м: 1972). Принимал участие в пяти летних Олимпиадах. Девятикратный чемпион мира, обладатель в общей сложности 22 медалей чемпионатов мира. Заслуженный мастер спорта Румынии (1968).

## Биография
Родился в семье выходцев из России старообрядцев-липован, в коммуне Кришан уезда Тулча.
На клубном уровне выступал за «Динамо» Бухарест. По окончании спортивной карьеры сосредоточился на тренерской деятельности.
Являлся главным тренером сборной Румынии по гребле на байдарках и каноэ. Среди учеников Ивана — олимпийский чемпион и многократный чемпион мира Флорин Попеску.

## Награды
- Кавалер ордена Звезды Румынии (2019)[4].
- Офицер ордена «За верную службу» (2000).
- Орден «За спортивные заслуги» 1 класса (2008).
- Почётный диплом Правительственной комиссии по делам соотечественников за рубежом в номинации «Спорт» (2014)[5].
- Почётный гражданин Бухареста (2018)[6].